# Городская усадьба И. Л. Силкина
Городская усадьба И. Л. Силкина (под таким названием числится в списке объектов культурного наследия, хотя верное написание фамилии владельца — Силин, см. ниже)  — здание начала XIX века (перестраивалось в 1888—1891 годах по проекту архитектора А. В. Петрова). Расположено по адресу: Товарищеский переулок, дом 27. Распоряжением Правительства Москвы от 16 мая 2007 г. № 932-РП включено в список объектов культурного наследия регионального значения.

## История
Первые материалы по исследования по данному владению датированы 1817 годом. Владение состоит Таганской части 2-го квартала под № 113 и принадлежит московскому купцу — Ивану Григорьеву сыну Григорьева. К 1834 году владение переходит к московскому купцу — Ивану Григорьеву сыну Гречухина и значиться уже Рогожской части 3-го квартала. До 1888 года никаких архивных материалов по владению нет. Однако план владения дает возможность видеть, что никаких изменений более чем за 50 лет (с 1834 года) не произошло. Только главный дом усадьбы по красной линии Дурнова переулка значится каменным с одноэтажным с жилым подвальным этажом и антресолями (современное строение 1, дом 27 по Товарищескому переулку). В 1888 году новый владелец, известный коллекционер Иван Лукич Силин, выходит с прошением в Московскую Городскую Управу с прошением о сломке и перестройке существующих строений. Проект разрабатывает архитектор А. В. Петров. В 1891 году Московская Городская Управа выдает дополнительное разрешение, которое сильно изменит планировку и декор фасадов главного жилого дома усадьбы. По проекту того же архитектора надстраивается второй этаж и изменяется внутренняя планировка дома. Все строительные работы по просьбе владельца к 1893 году выли выполнены. В мае 1893 года Силин просит Управу разрешить пристроить каменный одноэтажный тамбур и оштукатурить сам дом. В 1906 году владение переходит к жене московского купца — Анне Тимофеевне Мусориной. В июне этого же года она с разрешения Управы проводит капитальный ремонт главного дома усадьбы и по сломке старых хозяйственных построек выстраивает каменные одноэтажные сараи с погребами, конюшни и прачечную. Тем самым сформировав окончательную планировочную структуру усадьбы в том виде, в котором она сохраняется и сегодня.
В середине 2000-х годов проводились реставрационные работы.